# Ferdinand Faure
Pour les articles homonymes, voir Faure.
Ferdinand Faure est un homme politique français né le 26 avril 1880 à Saint-Étienne (Loire), commune où il est mort le 22 mai 1963 .

## Biographie
Employé de bureau, puis imprimeur, il est militant en Parti socialiste unifié en 1919, puis au Parti communiste après 1920.
Il collabore aux différentes revues et journaux communistes de la Loire.
Il quitte le Parti communiste en 1923, en même temps que Ludovic-Oscar Frossard, après le congrès de l'Internationale à Moscou.
Conseiller général en 1919, il est député de la Loire de 1924 à 1928, siégeant à gauche, mais inscrit à aucun groupe.
Il est maire de Saint-Étienne en 1939, et est révoqué par le gouvernement de Vichy en 1942. Il ne revient pas à la politique à la Libération.

## Sources
- « Ferdinand Faure », dans le Dictionnaire des parlementaires français (1889-1940), sous la direction de Jean Jolly, PUF, 1960 [détail de l’édition]
- Les maires de la grande ville ouvrière: une autre histoire de Saint-Étienne : 1778 - 2015, de Gérard-Michel Thermeau et Jean-Michel Steiner, Édition PUSE, 2015